# Amimone

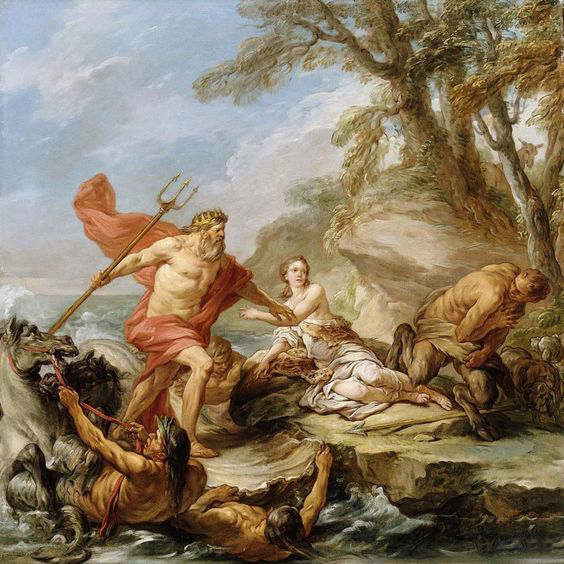
Boceto al óleo sobre lienzo de Carle van Loo: Neptuno y Amimone (Neptune et Amymone, ca. 1757); conservado en el Museo del Louvre.

En la mitología griega, Amimone, Amímone o Amimona (Ἀμυμώνη, Amymóne) es una de las danaides y por lo tanto hija de Dánao; su madre es llamada Europa, ora una princesa, ora una hija de Nilo. Otra fuente se refiere a ella como una ninfa. Dánao había casado, en un matrimonio de conveniencia, a sus hijas con los hijos de Egipto, el hermano de Dánao. Así Amimone fue elegida para desposarse con Encélado. Unos dicen que Amimone mató a su esposo la noche de bodas (tal y como hicieron sus otras hermanas) pero otros alegan que no lo mató, como pasó también con su hermana Hipermestra.
Apolodoro nos cuenta que las tierras de Argos una vez estuvieron yermas, pues Poseidón, encolerizado con Ínaco por declarar que el país pertenecía a Hera, había secado incluso las fuentes. Dánao envió por agua a sus cincuenta hijas. Una de ellas, Amimone, mientras buscaba, lanzó una flecha a una cierva y alcanzó a un sátiro dormido, el cual despertó y quiso forzarla. Al aparecer Poseidón el sátiro huyó y Amimone yació con el dios, quien le reveló las fuentes de Lerna. Amimone tuvo de Poseidón un hijo, Nauplio, que vivió largos años; recorriendo el mar solía atraer con antorchas a los que encontraba, para matarlos. Hijos de Nauplio fueron Palamedes, Éax y Nausimedonte. Amimone y Fisadea son algunas de las danaides que dieron sus nombres a fuentes en Argos.

## Versiones de lasFábulas
Higino, probablemente basándose en una tragedia de Esquilo, escribió que:

Cuando Amimone, hija de Dánao, estaba cazando muy de mañana en los bosques, golpeó a un sátiro con su pica. Éste quiso forzarla pero ella imploró la ayuda de Neptuno (Poseidón). Cuando Neptuno apareció expulsó al sátiro, y entonces yació con ella. De este abrazo nació Nauplio. Se dice que Neptuno, en el lugar en donde ocurrieron los hechos, golpeó la tierra con su tridente, y que de allí brotó un manantial con agua; esta fuente fue llamada «de Lerna», y el río denominado «Amimonio».

Y a continuación el mismo autor da una variante diferente:

Amimone, hija de Dánao, fue enviada por su padre para que consiguiera agua para realizar unos ritos sagrados. Mientras estaba cazando le sobrevino el cansancio y se echó a dormir. Un sátiro intentó seducirla, pero Amimone imploró la ayuda de Neptuno (Poseidón). Cuando Neptuno hubo arrojado su tridente contra el sátiro, éste se fijó en una roca. Entonces Neptuno puso en fuga al sátiro. Cuando Neptuno le preguntó a la muchacha el motivo de su estancia en un lugar solitario, ella contestó que había sido enviada por su padre para conseguir agua. Neptuno yació con ella y para devolverle el favor, ordenó a Amimone que quitase el tridente de la roca. Cuando ella así lo hizo emanaron de la roca tres corrientes de agua, las cuales fueron llamadas «Fuente Amimonia», en su honor. De este abrazo nació Nauplio. De todas maneras la fuente fue denominada más tarde «Fuente de Lerna».